# Polska na zawodach Pucharu Europy w Lekkoatletyce 1975
Polska na zawodach Pucharu Europy w Lekkoatletyce 1975 – wyniki reprezentacji Polski w 5. edycji Pucharu Europy w 1975.

## Półfinały

### Mężczyźni
Półfinał z udziałem Polaków odbył się w dniach 12–13 lipca 1975 w Londynie. Reprezentacja Polski zajęła 1. miejsce wśród sześciu drużyn i awansowała do finału.
- 100 m: Zenon Licznerski – 2 m. (10,79)
- 200 m: Bogdan Grzejszczak – 3 m. (21,57)
- 400 m: Jerzy Pietrzyk – 2 m. (46,32)
- 800 m: Marian Gęsicki – 2 m. (1:47,50)
- 1500 m: Michał Skowronek – 1 m. (3:38,77)
- 5000 m: Bronisław Malinowski – 3 m. (13:51,00)
- 10000 m: Bronisław Malinowski – 1 m. (28:26,04)
- 110 m ppł: Leszek Wodzyński – 6 m. (21,06)
- 400 m ppł: Jerzy Hewelt – 2 m. (51,16)
- 3000 m z przeszkodami: Kazimierz Maranda – 2 m. (8:26,18)
- skok wzwyż: Jacek Wszoła – 1 m. (2,20)
- skok o tyczce: Władysław Kozakiewicz – 1 m. (5,35)
- skok w dal: Grzegorz Cybulski – 1 m. (7,97)
- trójskok: Michał Joachimowski – 1 m. (16,49)
- pchnięcie kulą: Mieczysław Bręczewski – 4 m. (18,47)
- rzut dyskiem: Stanisław Wołodko – 2 m. (59,18)
- rzut młotem: Szymon Jagliński – 3 m. (69,70)
- rzut oszczepem: Piotr Bielczyk – 2 m. (80,80)
- sztafeta 4 × 100 m: Andrzej Świerczyński, Bogdan Grzejszczak, Jan Alończyk, Zenon Licznerski – dyskwalifikacja
- sztafeta 4 × 400 m: Jan Werner, Zbigniew Jaremski, Henryk Galant, Jerzy Pietrzyk – 2 m. (3:05,13)

### Kobiety
Półfinał z udziałem Polek odbył się w dniu 12 lipca 1975 w Lüdenscheid. Reprezentacja Polski zajęła 1. miejsce wśród sześciu drużyn i awansowała do finału.
- 100 m: Irena Szewińska – 1 m. (11,23)
- 200 m: Irena Szewińska – 1 m. (22,96)
- 400 m: Danuta Piecyk – 3 m. (53,47)
- 800 m: Elżbieta Katolik – 2 m. (2:00,6)
- 1500 m: Bronisława Ludwichowska – 4 m. (4:13,3 – rekord Polski)
- 100 m ppł: Grażyna Rabsztyn – 1 m. (12,82 – rekord Polski)
- skok wzwyż: Anna Bubała – 6 m. (1,73)
- skok w dal: Anna Włodarczyk – 1 m. (6,43)
- pchnięcie kulą: Ludwika Chewińska – 2 m. (17,86)
- rzut dyskiem: Danuta Rosani – 3 m. (58,34)
- rzut oszczepem: Ewa Gryziecka – 1 m. (59,28)
- sztafeta 4 × 100 m: Ewa Długołęcka, Danuta Jędrejek, Barbara Bakulin, Irena Szewińska – 2 m. (43,94)
- sztafeta 4 × 400 m: Zofia Zwolińska, Danuta Piecyk, Elżbieta Katolik, Irena Szewińska – 1 m. (3:29,2)

## Finały

### Mężczyźni
Finały zawodów odbyły się w dniach 16–17 lipca 1975 w Nicei (razem z zawodami kobiecymi). Reprezentacja Polski zajęła 3. miejsce wśród ośmiu zespołów, zdobywając 101 punktów.
- 100 m: Zenon Licznerski – 8 m. (10,72)
- 200 m: Jerzy Pietrzyk – 6 m. (21,22)
- 400 m: Jerzy Pietrzyk – 3 m. (45,67)
- 800 m: Marian Gęsicki – 5 m. (1:48,16)
- 1500 m: Bronisław Malinowski – 2 m. (3:39,8)
- 5000 m: Henryk Szordykowski – 4 m. (13:49,47)
- 10000 m: Edward Mleczko – 4 m. (28:53,4)
- 110 m ppł: Jan Pusty – 5 m. (13,91)
- 400 m ppł: Jerzy Hewelt – 3 m. (50,59)
- 3000 m z przeszkodami: Bronisław Malinowski – 3 m. (8:18,6)
- skok wzwyż: Jacek Wszoła – 5 m. (2,11)
- skok o tyczce: Władysław Kozakiewicz – 1 m. (5,45)
- skok w dal: Grzegorz Cybulski – 1 m. (8,15)
- trójskok: Andrzej Sontag – 1 m. (16,32)
- pchnięcie kulą: Mieczysław Bręczewski – 4 m. (19,06)
- rzut dyskiem: Stanisław Wołodko – 6 m. (59,32)
- rzut młotem: Szymon Jagliński – 4 m. (70,56)
- rzut oszczepem: Piotr Bielczyk – 2 m. (82,00)
- sztafeta 4 × 100 m: Zenon Nowosz, Jan Alończyk, Bogdan Grzejszczak, Zenon Licznerski – 5 m. (39,60)
- sztafeta 4 × 400 m: Jan Werner, Janusz Koziarz, Zbigniew Jaremski, Jerzy Pietrzyk – 6 m. (3:05,8)

### Kobiety
Finał odbył się w dniach 16–17 sierpnia 1975 w Nicei (razem z zawodami męskimi). Reprezentacja Polski zajęła 4. miejsce, wśród ośmiu zespołów, zdobywając 57 punktów.
- 100 m: Irena Szewińska – 3 m. (11,41)
- 200 m: Irena Szewińska – 2 m. (22,84)
- 400 m: Irena Szewińska – 1 m. (50,50)
- 800 m: Elżbieta Katolik – 5 m. (2:02,3)
- 1500 m: Bronisława Ludwichowska – 6 m. (4:12,9 – rekord Polski)
- 100 m ppł: Grażyna Rabsztyn – 2 m. (12,85)
- skok wzwyż: Danuta Hołowińska – 7 m. (1,73)
- skok w dal: Anna Włodarczyk – 7 m. (5,99)
- pchnięcie kulą: Ludwika Chewińska – 6 m. (17,64)
- rzut dyskiem: Danuta Rosani – 6 m. (55,74)
- rzut oszczepem: Felicja Kinder – 4 m. (58,18)
- sztafeta 4 × 100 m: Ewa Długołęcka, Aniela Szubert, Barbara Bakulin, Irena Szewińska – 4 m. (43,82)
- sztafeta 4 × 400 m: Barbara Bakulin, Genowefa Nowaczyk, Danuta Piecyk, Zofia Zwolińska – 7 m. (3:33,8)